# Marion, Kentucky
Marion är en stad i Crittenden County i den amerikanska delstaten Kentucky med en yta av 8,5 km² och en folkmängd, som uppgår till 3 196 invånare (2000). Marion är administrativ huvudort i Crittenden County.
Staden är uppkallad efter Francis Marion, en brigadgeneral från provinsen South Carolina i det amerikanska frihetskriget.